# Vista Hermosa, San Sebastián Tlacotepec
Vista Hermosa är en ort i Mexiko.   Den ligger i kommunen San Sebastián Tlacotepec och delstaten Puebla, i den sydöstra delen av landet, 270 km öster om huvudstaden Mexico City. Vista Hermosa ligger 631 meter över havet och antalet invånare är 367.
Terrängen runt Vista Hermosa är varierad. Runt Vista Hermosa är det ganska tätbefolkat, med 58 invånare per kvadratkilometer. Närmaste större samhälle är Laguna Chica, 16,4 km norr om Vista Hermosa. I omgivningarna runt Vista Hermosa växer i huvudsak städsegrön lövskog.